# Xíling austríac
El xíling austríac (en alemany Österreichischer Schilling o, simplement, Schilling) va ser la unitat monetària oficial d'Àustria fins a la introducció de l'euro el primer de gener del 1999, i fou retirada definitivament de la circulació el 28 de febrer del 2002. La taxa de canvi era de 13,7603 xílings per cada euro.
Es dividia en 100 groschen. El codi ISO 4217 del xíling austríac era ATS. El símbol era S o öS.
A l'època del canvi a l'euro, el 2002, en circulaven monedes d'1, 2, 5, 10 i 50 groschen i d'1, 5 i 10 xílings, i bitllets de 20, 50, 100, 500, 1.000 i 5.000 xílings. Els bitllets eren emesos pel Banc Nacional Austríac (Oesterreichische Nationalbank), mentre que les monedes les encunyava la Casa de la Moneda d'Àustria (Münze Österreich).

## Història
El xíling va ser introduït durant la Primera República Austríaca, l'1 de març del 1925, en substitució de la unitat monetària de l'antic Imperi Austrohongarès, la corona. El canvi va ser fixat per llei en 10.000 corones per xíling. Des de la seva introducció es va mantenir com una moneda relativament estable, la qual cosa va fer que fos coneguda com el «dòlar dels Alps».
L'any 1938 el xíling va ser reemplaçat pel Reichsmark durant l'Anschluss, o annexió d'Àustria pel Tercer Reich alemany, a la raó d'1,50 xílings per marc. Després de la retirada dels nazis i la proclamació de la Segona República austríaca l'any 1945, es va recuperar el xíling com a moneda nacional, fins a la seva substitució definitiva per l'euro.